# Chengchi-Nationaluniversität
Die Chengchi-Nationaluniversität, kurz NCCU (chinesisch 國立政治大學 / 国立政治大学, Pinyin Guólì Zhèngzhì Dàxué – „etwa Nationale Hochschule für Politik“, kurz 政大,  Zhèngdà) ist eine Universität in der Republik China  auf Taiwan.

## Geschichte

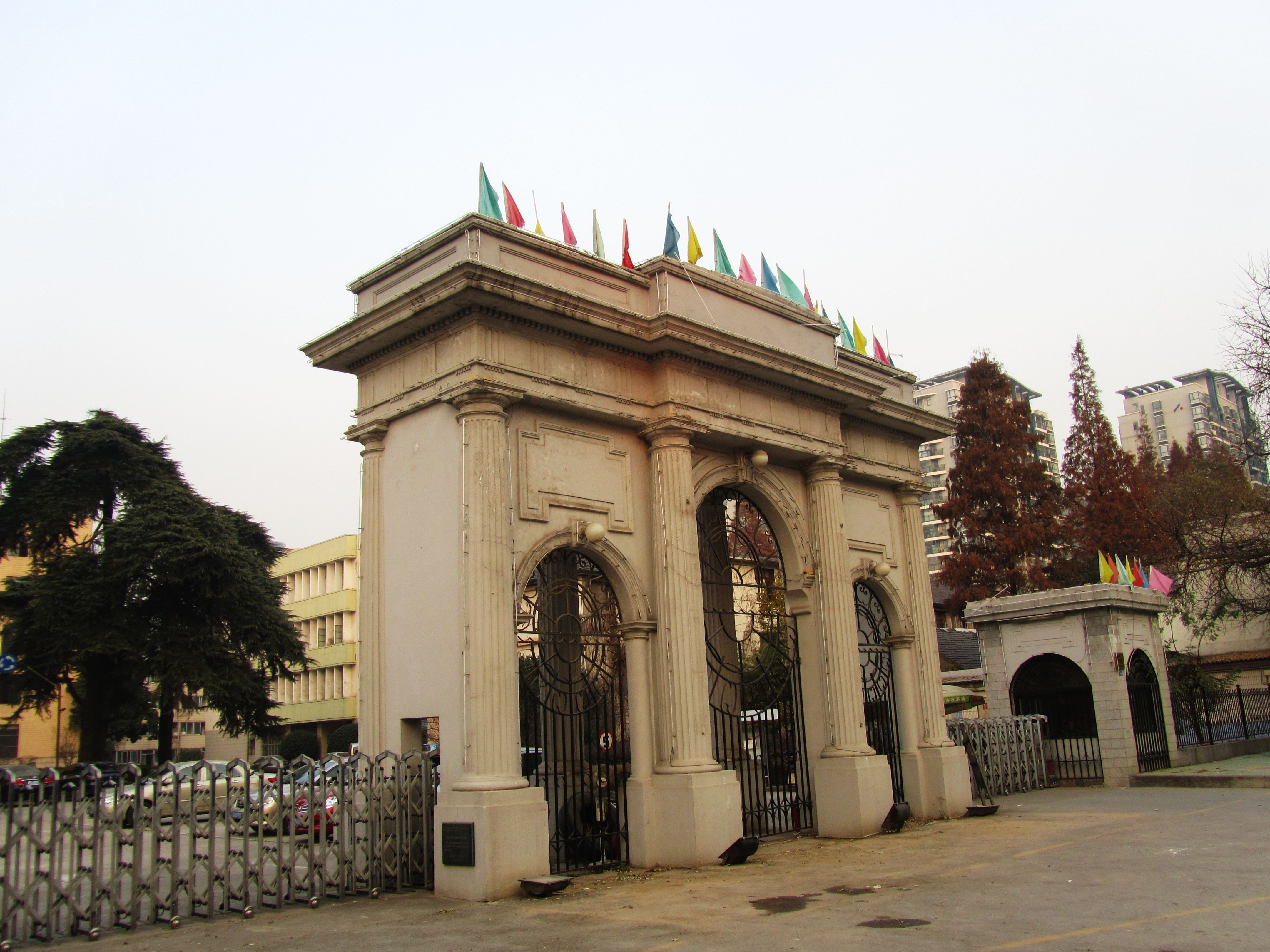
Eingangstor zum ehemaligen Universitätscampus in Nanjing

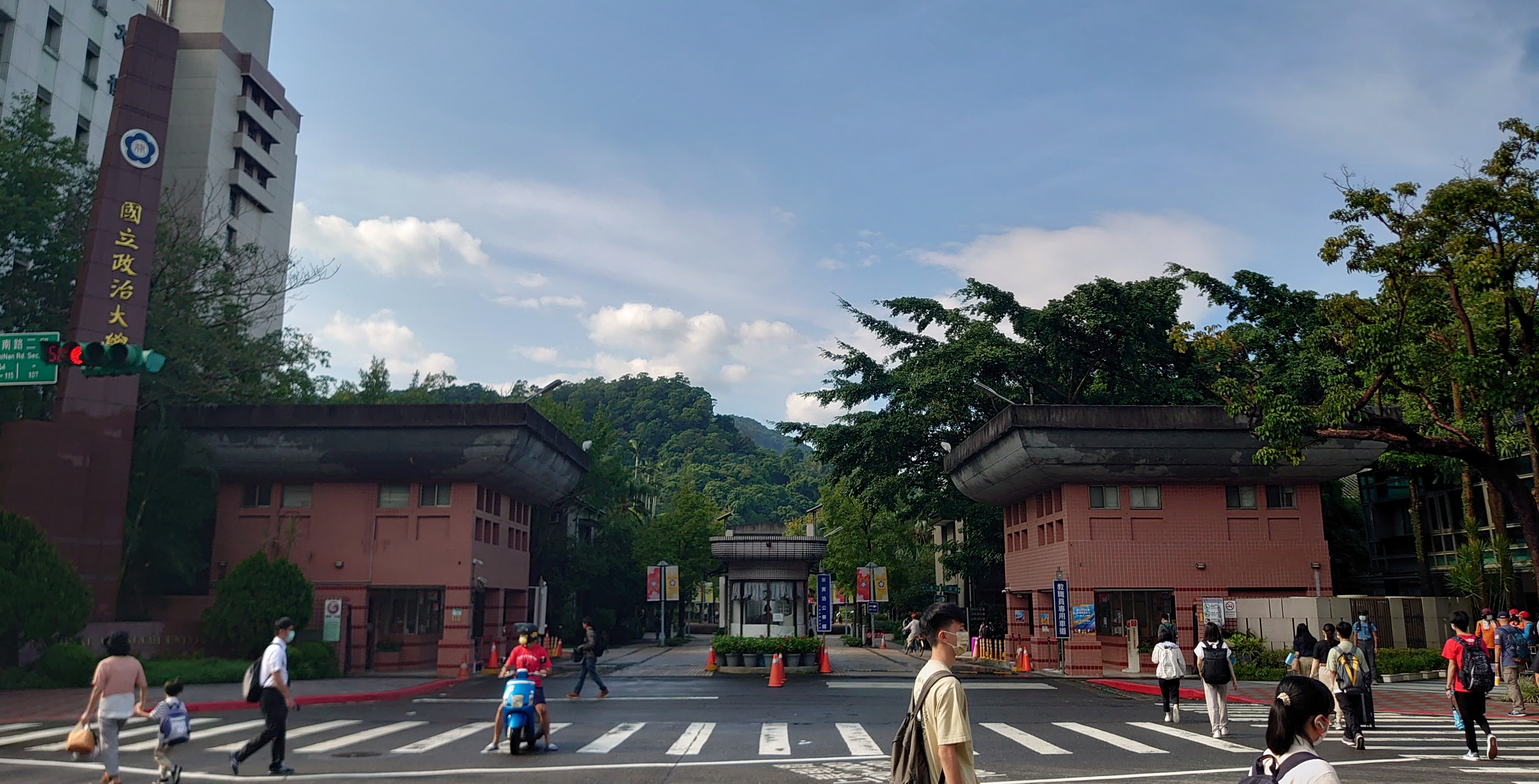
Eingangstor zum Universitätscampus in Taipeh

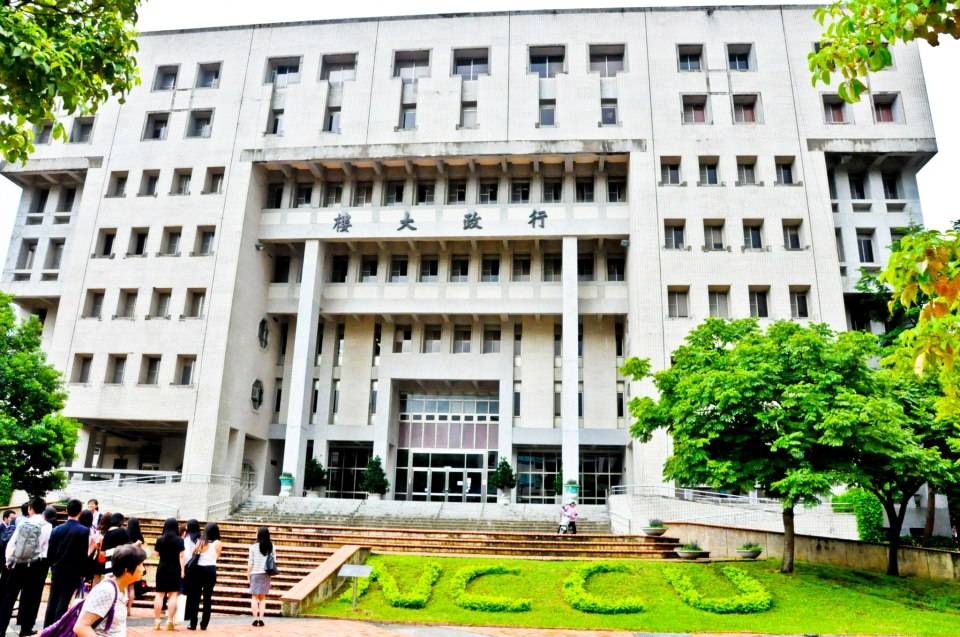
Verwaltungsgebäude der NCCU

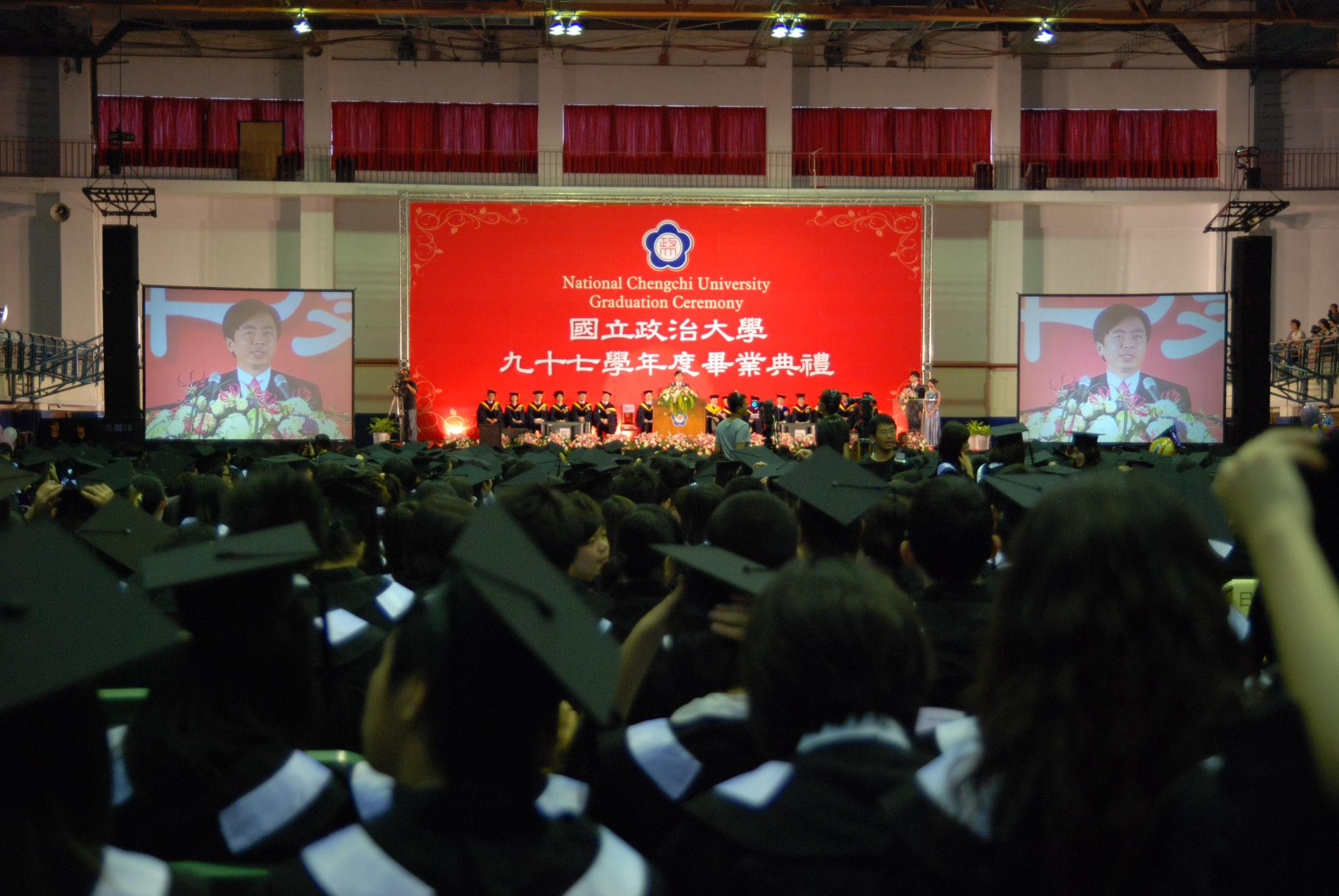
Graduierungszeremonie im Jahr 2009

In den Jahren 1926 bis 1929 gelang es den Streitkräften der Kuomintang (KMT) unter Chiang Kai-shek, den größten Teil Zentralchinas unter ihre Kontrolle zu bringen und die verschiedenen lokalen Warlords zu entmachten. Am 18. April 1927 wurde in Nanjing (früher: Nanking) eine chinesische Nationalregierung gebildet. Im selben Jahr erfolgte, ebenfalls in Nanjing, die Gründung einer zentralen Parteihochschule, die der Ausbildung von KMT-Parteikadern dienen sollte. Nachdem die Kuomintang-Regierung ihre Macht konsolidiert hatte, erhielt die Parteihochschule 1929 die Benennung „Zentrale Politische Hochschule“ (中央政治大學 / 中央政治大学,  Zhōngyāng Zhèngzhì Dàxué). Kurz nach Ende des Zweiten Weltkrieges und während des Chinesischen Bürgerkriegs wurde die Hochschule 1946 zur Nationalen Universität erhoben. Nach dem Sieg der Kommunisten auf dem chinesischen Festland löste sich die neu gegründete Universität wieder auf und der größte Teil der Lehrkräfte floh auf die weiter unter der Kontrolle der Kuomintang gebliebene Insel Taiwan. Dort wurde die Universität unter expliziter Anknüpfung an die Vorläuferinstitution 1954 in Taipeh neu eröffnet bzw. gegründet.

## Lage des Campus, Studenten
Die NCCU liegt ganz im Süden von Taipeh im Stadtbezirk Wenshan. Der Campus umfasst eine Fläche von 106,54 ha. Im akademischen Jahr 2014–2015 studierten mehr als 16.000 Studenten an der NCCU. Darunter befanden sich mehr als 780 ausländische Austauschstudenten. Die Zahl der Fakultätsangehörigen belief sich auf über 1.900.

## Einrichtungen
Die Universität ist in neun Colleges (Hochschulen) unterteilt, die größtenteils geisteswissenschaftliche oder sozialwissenschaftliche Ausrichtungen haben. Die Geistes-, Sozial- und Wirtschaftswissenschaften gelten auch als Schwerpunkt der gesamten Universität. Sie verfügte 2014/15 über 34 Fachabteilungen und bot 48 Postgraduierten-Studiengänge an, von denen 34 auch Doktoratsstudiengänge anboten. Ergänzend zu den Hochschulen existiert ein Forschungszentrum.
1. Hochschule für freie Künste
2. Hochschule für exakte Wissenschaften
3. Hochschule für Mathematik
4. Hochschule für Finanzwesen
5. Hochschule für Kommunikation
6. Hochschule für Sozialwissenschaften
7. Hochschule für Fremdsprachen und fremdsprachliche Literaturen
8. Hochschule für Internationale Angelegenheiten
9. Hochschule für Erziehungswissenschaften

## Rankings
Im Times-Higher-Education-Ranking 2018 lag die NCCU im Rang zwischen Platz 601 und 800 weltweit und auf Platz 201 bis 250 nur bezogen auf die BRICS-Staaten und Schwellenländer. Von den taiwanischen Hochschulen schnitten in diesem Ranking die Nationaluniversität Taiwan (Platz 198), Tsing-Hua-Nationaluniversität (Platz 301–350), die Chiao-Tung-Nationaluniversität (Platz 401–500), die Nationaluniversität Taiwan für Wissenschaften und Technik (Taiwan Tech) (Platz 401–500) und die Universität für Chinesische Medizin (Platz 501–600) besser ab. Im Ranking der Nationaluniversität Taiwan 2017 tauchte die NCCU nicht auf den ersten 800 Plätzen auf.

## Internationale Beziehungen
Weltweit unterhält die NCCU Beziehungen zu 447 Universitäten und akademischen Einrichtungen in 66 Ländern.

## „Vergangenheitsbewältigung“ an der NCCU
Aufgrund der Vorgeschichte der NCCU als „Kaderhochschule“ der Kuomintang und einiger damit verbundener Traditionen kam es mehrfach zu Auseinandersetzungen. Im Jahr 2016 beklebten Studenten der NCCU eine Statue von Chiang Kai-shek auf den Universitätscampus mit Zetteln, auf denen die Namen von Oppositionellen geschrieben standen, die beim Zwischenfall vom 28. Februar 1947 ums Leben gekommen waren. Die Studenten forderten die Entfernung der Statue, weil sie an vergangene Zeiten der politischen Repression erinnere. Unter dem Druck der studentischen Forderungen sprach sich die Universitätsleitung am 13. Januar 2017 dafür aus, die beiden großen bronzenen Statuen von Chiang Kai-shek vom Universitätsgelände zu entfernen.
Im Juni 2017 protestierten Studenten, nachdem die Universitätsleitung eine Entscheidung über die offizielle Hymne der Universität vertagt hatte. Die Hymne stammt noch aus den Anfangszeiten der Universität und in ihr werden die nationale Revolution der Kuomintang, und die „Drei Prinzipien“ Sun Yat-sens gepriesen.